# George Bingham, 8. Earl of Lucan
George Charles Bingham, 8. Earl of Lucan (* 21. September 1967, London, England) ist ein britischer Peer.

## Leben
Er ist der einzige Sohn von Richard John Bingham, 7. Earl of Lucan und seiner Frau Veronica Mary Duncan. Er hat zwei Schwestern Lady Frances Bingham (1964) und Lady Camilla Bloch QC (1970). Als Heir apparent seines Vaters führte er bis zum 3. Februar 2016 den Höflichkeitstitel Lord Bingham.
Bingham besuchte das Eton College und studierte am Trinity Hall College an der Universität Cambridge. Er war im Merchant Banking tätig und arbeitete bis 1999 bei Dresdner Kleinwort Benson. Anschließend war er für Bailey Coates Asset Management eine Aktienfondgesellschaft tätig, die 2 Milliarden US-Dollar erwirtschaftete. Er verließ die Gesellschaft 2004. Seitdem arbeitet er als Freier Mitarbeiter für verschiedene Finanzgesellschaften im Mittleren Osten und Nordafrika.
Binghams Vater Richard Bingham, 7. Earl of Lucan, verschwand im November 1974 nach dem Mord an Sandra Rivett, dem Kindermädchen der Familie. Fast 20 Jahre nach dem Verschwinden erlaubte der High Court of Justice eine Todeserklärung, um den Nachlass regeln zu können. 1998 beantragte Bingham mit eidesstattlichen Erklärungen der gesamten Familie (mit Ausnahme seiner Mutter) und der Metropolitan Police, seinen Vater für das House of Lords für tot erklären zu lassen. Der Lord Chancellor, Lord Irvine of Lairg, sah sich jedoch nicht in der Lage, Bingham offiziell zuzulassen, ohne dass eine Sterbeurkunde vorläge. Im Oktober 2015 beantragte Bingham auf der Grundlage des Presumption of Death Act 2013 eine Sterbeurkunde für seinen Vater.
Bingham glaubt nicht, dass sein Vater für den Tod von Sandra Rivett verantwortlich ist.
Am 3. Februar 2016 erlaubte eine Richterin des High Court die Ausstellung einer Sterbeurkunde und ermöglichte Bingham damit, den Titel Earl of Lucan zu erben.
Bingham heiratete am 18. Januar 2016 Anne-Sofie Foghsgaard, die Tochter des dänischen Unternehmers Lars Foghsgaard. Das Ehepaar hat eine Tochter und einen Sohn.